# Broadstairs
Broadstairs è una cittadina nel distretto del Thanet, contea del Kent in Inghilterra.
È una cittadina costiera sita sull'isola di Thanet nell'est della contea del Kent. Si trova a circa 120 chilometri da Londra ed ha una popolazione di circa 25 000 abitanti. Si trova fra Margate e Ramsgate ed è una delle spiagge più note dell'isola di Thanet detta "il gioiello della corona di Thanet".
Broadstairs è un antico borgo di pescatori, che forma un unico centro con il villaggio dell'entroterra di St Peters, nato intorno alla chiesa parrocchiale dell'XI secolo. Anticamente veniva chiamata Bradstow.
Il significato del nome è da ricondursi alle "grandi scale" scolpite nella rupe di gesso e che conducono al santuario del XII secolo dedicato alla Madonna.
La città si estende da Poorhole Lane a ovest (che prende il nome dalla massa tombe risalenti alla peste nera) a Kingsgate a nord (dallo sbarco del re Carlo II nel 1683), e a Dumpton a sud (nome di un Yeoman Dudeman nel XIII secolo). Reading o Redyng Street è stata istituita dai rifugiati fiamminghi nel 1600.
St Peters fa parte della giurisdizione dei Cinque Porti dal XV secolo.
Riguardo alla posizione di Broadstairs c'è un commento di Daniel Defoe del 1723, "Broadstairs ha una popolazione di circa 300 abitanti, 27 dei quali è nel commercio della pesca, e gli altri sembrano non avere mezzi di sostentamento. Mi si dice che la zona è un caldo letto di contrabbando ".
Il libero scambio non è stato eliminato fino al 1840. Alla metà del XVIII secolo agricoltori e signori arrivarono nella località, costruirono residenze sul mare come Holland House, (1760), Stonehouse (1764), Pierremont Hall (1785), East Cliff & Lodge (1794).
Dal 1850 cominciò a essere frequentata dalla borghesia, cosa che provocò una costante espansione della città, con la popolazione che raddoppiò in 50 anni, e al 1910 arrivò a oltre 10 000 persone.
È sede della Kent School of English, istituto specializzato nel perfezionamento della lingua inglese e frequentato da studenti provenienti da tutta Europa principalmente da Austria, Germania e Italia.
Sul lungomare del paese è situata la casa vacanze dello scrittore Charles Dickens. A lui sono dedicate svariate targhe commemorative diffuse in tutto il centro storico della città.
A Broadstairs nel 1916 è nato il politico e anteriore primo ministro del Regno Unito Edward Heath.

## Amministrazione

### Gemellaggi
- Wattignies